# Кашина Моника (Бреша)
Кашина Моника је насеље у Италији у округу Бреша, региону Ломбардија.
Према процени из 2011. у насељу је живело 13 становника. Насеље се налази на надморској висини од 171 м.